# نویلوسهایم
نویلوسهایم (به آلمانی: Neulußheim) یک شهر در آلمان است که در راین-نکار-کرایس واقع شده‌است. نویلوسهایم ۶٬۵۹۸ نفر جمعیت دارد.